# Rostohar
Rostohar je priimek več znanih Slovencev:
- Ana Rostohar, pesnica, samostojna prevajalka
- Dženi Rostohar, filmska režiserka (avtorica kratkih filmov)
- Edvard Rostohar, zdravnik
- Mihajlo Rostohar (1878—1966), psiholog, univerzitetni profesor, politik
- Pavel Rostohar, najstarejši sin Mihajla, avtor priročnika Češki pogovori za popotno rabo (1969)
- Vladimir Rostohar (*1944), gradbeni inženir, izgnanec